# Daitou, Jiangsu
Daitou (kinesiska: 埭头, 埭头镇) är en köpinghuvudort i Kina. Den ligger i provinsen Jiangsu, i den östra delen av landet, omkring 93 kilometer sydost om provinshuvudstaden Nanjing. Antalet invånare är 26 225. Befolkningen består av 13 055 kvinnor och 13 170 män. Barn under 15 år utgör 10,0 %, vuxna 15-64 år 74 %, och äldre över 65 år 14,0 %.
Runt Daitou är det tätbefolkat, med 790 invånare per kvadratkilometer. Närmaste större samhälle är Xushe, 16,8 km sydost om Daitou. Trakten runt Daitou består till största delen av jordbruksmark.
Genomsnittlig årsnederbörd är 1 542 millimeter. Den regnigaste månaden är juli, med i genomsnitt 268 mm nederbörd, och den torraste är december, med 50 mm nederbörd.